# 韓増
韓 増（かん ぞう、? - 紀元前56年）は、前漢の人。韓王信の曾孫の韓説の子。

## 略歴
武帝の後元元年（紀元前88年）、父の韓説から按道侯を継承した兄の韓興が巫蠱の禍に連座して処刑されたが、武帝の勅命により韓増は連座せずに済み、龍頟侯に封じられた。
韓増は若くして郎となり、諸曹侍中光禄大夫となった。元平元年（紀元前74年）には前将軍に昇進した。本始2年（紀元前72年）、匈奴を討つための五将軍の一人として3万騎を率い、敵100人あまりを斬首して帰還した。
神爵元年（紀元前61年）、死亡した大司馬衛将軍張安世に代わり、韓増が大司馬車騎将軍・領尚書事となった。韓増は代々高貴な家柄で、忠臣として3人の皇帝（武帝・昭帝・宣帝）に仕え、朝廷で重んじられた。温和で人にへりくだり、恩寵を失うことはなかったが新しく事を起こすことはできなかった。
五鳳2年（紀元前56年）に死亡。安侯と諡された。龍頟侯は子の思侯韓宝が継いだが、後に後継ぎがいなかったため彼の代でいったん断絶した。しかし成帝の時に韓興の子である韓岑が龍頟侯に封じられ、子の韓持弓まで続いたが王莽の敗北により断絶した。